# Helianthinae
Helianthinae, podtribus glavočika, dio tribusa Heliantheae. Postoji dvadesetak rodova.

## Opis
Helianthinae uključuje brojne dobro poznate vrste koje su bile u središtu evolucijskih studija ili su komercijalno važne, a dobra, filogenetski utemeljena klasifikacija ključna je za bolje razumijevanje njihove biologije.

### Revidirana klasifikacija podplemena Helianthinae (Asteraceae: Heliantheae). I.
Rezultati za nuklearne ITS sekvence kombinirani su s prethodno dobivenim podacima iz studija restrikcijskih mjesta cpDNA kako bi se dobila sveobuhvatna molekularna filogenija za podpleme Helianthinae. Rezultati iz dva skupa molekularnih podataka bili su uglavnom podudarni za bazalno divergentne grane podplemena. Na temelju rezultata, u kombinaciji s morfološkim promatranjima, bazalno divergentne grane raspoređene su u šest rodova, uključujući jedan novoopisani. Bahiopsis je uskrsnuo kako bi se smjestile vrste koje su prethodno bile smještene u Viguiera podrod Bahiopsis. Calanticaria je nedavno predložena za pet vrsta Viguiera ser. Brevifolieae. Heliomeris je zadržan za skupinu koja je ponekad uključena u Viguiera kao sect. Heliomerida. Hymenostephium je oživljen i povećan kako bi uključio niz vrsta sličnih habita i omotača, uključujući članove sect. Viguiera. Diplostichis, Haploca-lymma i Garcilassa. Iako rezultati cpDNA svrstavaju morfološki prepoznatljivi Sclerocarpus unutar klade uključujući vrste Hymenostephium, ITS podaci bili su u skladu s morfologijom i sugerirali da se radi o posebnoj lozi.

### Revidirana klasifikacija podplemena Helianthinae (Asteraceae: Heliantheae) II. Izvedene loze
Podaci o sekvenci za unutarnje transkribirane razmaknice (ITS) i djelomične vanjske transkribirane razmaknice (ETS) regije kombinirane su u filogenetskoj analizi s prethodno dobivenim podacima o restrikcijskim mjestima plastidne DNA kako bi se dobila sveobuhvatna molekularna filogenetska hipoteza za izvedene članove podplemena Helianthinae. Analize dva skupa molekularnih podataka pružile su proturječne dokaze o odnosima među nekim skupinama, podupirući hipotezu da je hibridizacija odigrala značajnu ulogu u divergenciji podplemena. Predstavljena je revidirana klasifikacija na generičkoj razini koja dijeli približno 350 vrsta potplemena među 21 rod. Parafiletska Viguiera je sužena kako bi obuhvatila samo tipsku vrstu, V. dentata. Četiri novoopisana roda, Dendroviguiera, Gonzalezia, Heiseria i Sidneya, sastavljena su od vrsta koje su ranije bile uključene u Viguiera. Aldama je proširena na 118 vrsta koje se protežu od jugozapadne Sjeverne Amerike i Meksika do Južne Amerike. To zahtijeva 116 novih kombinacija, uključujući 58 koje su nedavno prenesene u Rhysolepis, koji je sinonim za Aldama, na temelju molekularno filogenetskih rezultata. Jedna vrsta Viguiera prenesena je u Tithonia, a dvije kombinacije u Hymenostephium su potvrđene.

## Rodovi
1. Helianthus L. (55 spp.)
2. Iostephane Benth. (4 spp.)
3. Lagascea Cav. (9 spp.)
4. Pappobolus S.F.Blake (37 spp.)
5. Scalesia Arn. ex Lindl. (15 spp.)
6. Sclerocarpus Jacq. (9 spp.)
7. Simsia Pers. (30 spp.)
8. Syncretocarpus S.F.Blake (3 spp.)
9. Tithonia Desf. ex Juss. (12 spp.)
10. Heliomeris Nutt. (6 spp.)
11. Phoebanthus S.F.Blake (2 spp.)
12. Bahiopsis Kellogg (12 spp.)
13. Calanticaria (B.L.Rob. & Greenm.) E.E.Schill. & Panero (5 spp.)
14. Hymenostephium Benth. (22 spp.)
15. Davilanthus E.E.Schill. & Panero (7 spp.)
16. Heiseria E.E.Schill. & Panero (3 spp.)
17. Dendroviguiera E.E.Schill. & Panero (14 spp.)
18. Gonzalezia E.E.Schill. & Panero (3 spp.)
19. Sidneya E.E.Schill. & Panero (2 spp.)
20. Aldama La Llave (117 spp.)
21. Viguiera Kunth (18 spp.)